# Little Miss Marker
Little Miss Marker is een Amerikaanse filmkomedie uit 1934 met in de hoofdrol Shirley Temple. De film werd in 1998 opgenomen in het National Film Registry.

## Verhaal
Shirley Temple speelt Marky, een klein meisje dat als onderpand wordt gebruikt totdat haar vader zijn gokschulden kan afbetalen. Wanneer haar vader zelfmoord pleegt moeten de gangsters ineens noodgedwongen voor haar zorgen.

## Rolverdeling
| Acteur            | Personage           |
| ----------------- | ------------------- |
| Shirley Temple    | Marthy "Marky" Jane |
| Adolphe Menjou    | Sorrowful Jones     |
| Dorothy Dell      | Bangles Carson      |
| Charles Bickford  | Big Steve Halloway  |
| Lynne Overman     |                     |
| Warren Hymer      | Sore Toe            |
| Sam Hardy         | Benny the Gouge     |
| John Kelly        | Canvas Back         |
| Willie Best       | Dizzy Memphis       |
| Frank McGlynn Sr. | Doc Chesley         |
| John Sheehan      | Sun Rise            |
| Frank Conroy      | Dr. Ingalls         |